# Chiesa del Carmine (Favara)
La chiesa di Maria Santissima del Carmine, conosciuta semplicemente come chiesa del Carmine, è un edificio religioso di Favara, situato sul lato orientale della piazza Garibaldi chiamata anche largo Carmine.

## Storia
Nel tardo Cinquecento la chiesa era intitolata anche a Santa Maria Annunziata, a Sant'Antonino del Carmine (di lu Carminu in lingua siciliana) e a Sant'Antonio da Padova. Ad amministrarla erano i francescani presenti a Favara già nel 1530. Il 4 giugno 1569 vi si stabilirono icarmelitani. Ciò lo dimostra il fatto che la chiesa verso la fine del Cinquecento continuò a chiamarsi di Sant'Antonio da Padova.
Annesso alla chiesa vi era un convento che venne soppresso nel 1866 dallo stato italiano durante il periodo della confisca dei beni ecclesiastici.

## Descrizione

### Esterno
Rinnovata più volte nel corso dei secoli, la chiesa presenta ancora tracce della primitiva costruzione.
La bella facciata in pietra calcarea è del 1810, mentre il campanile è di fattura settecentesca. 

### Interno
All'interno si trova un altare dedicato a Sant'Antonio da Padova, attuale patrono della città di Favara.
La chiesa e i locali del convento vennero ristrutturati nel 1890, quando il luogo divenne temporaneamente la Chiesa madre del paese.